# Model nominalny
Model nominalny - termin używany w teorii sterowania, model nominalny to model deterministyczny (czyli nie probabilistyczny), którego niepewność określono konkretnym scenariuszem (np. podając przedziały niepewności parametrów).
Mówi się też o stabilności nominalnej układu (w odróżnieniu od stabilności odpornej) mając na myśli, że układ będzie stabilny tylko dla określonych (podanych nominalnie) parametrów. W przypadku stabilności odpornej układ jest stabilny także wówczas gdy parametry te odbiegają od wartości nominalnych.